# Morlesz
Morlesz, bogar, morlesz bogar  (Pagellus bogaraveo) – gatunek ryby z rodziny prażmowatych (Sparidae).

## Występowanie
Północny Atlantyk od Irlandii do Senegalu, Morze Śródziemne.
Żyje na głębokości od 150 do 700 m nad dnem mulistym. Ryba ławicowa.

## Opis
Dorasta maksymalnie do 50 cm długości, dożywa do 15 lat. Ciało owalne, bocznie spłaszczone o guzowatej głowie. Pysk krótki, tępy, oczy duże. Łuski grzybkowate, pokrywające także głowę. Otwór gębowy mały. Uzębienie: z przodu krótkie, zakrzywione, spiczaste zęby, za nimi małe zaokrąglone zęby. Płetwa grzbietowa długa, niepodzielona, podparta 12–13 twardymi promieniami i 11–14 miękkimi promieniami. Płetwa odbytowa podparta 3 twardymi i 11–13 miękkimi promieniami. Płetwa piersiowa z 1 twardym i 5 miękkimi promieniami. Płetwa ogonowa wcięta.
Ubarwienie szare do różowawego. Dorosłe ryby na początku linii bocznej tuż za głową mają dużą czarną plamę.

## Odżywianie
Odżywia się skorupiakami i skrzydłonogami.

## Rozród
Tarło odbywa się w okresie zimowym, bliższych danych brak.